# Taubensee (Ruhpolding)
Der Taubensee ist ein kleiner See in der oberbayerischen Gemeinde Ruhpolding im Landkreis Traunstein. Der See entstand vermutlich durch einen Bergsturz vom Rauschberg.

## Beschreibung
Der Taubensee liegt auf 675 Meter Höhe zu Füßen des Rauschberg-Westabbruchs im Südsüdosten Ruhpoldings, etwa 3 Kilometer vom Ortskern entfernt (Luftlinie). Der in die Nordnordost-Richtung ausgelängte See ist etwa 250 Meter lang und nur 70 Meter breit. Sein Umfang beträgt 550 Meter und seine Oberfläche 1,75 Hektar. Der See besitzt keinen Zufluss, jedoch einen kleinen Abfluss am Südwestende, der durch den Auwald zur Weißen Traun hin entwässert und nach 400 Metern von rechts in diese mündet. Der See liegt unmittelbar östlich unterhalb der Talstation der Rauschbergbahn, die südseitig einer 712 Meter hohen Bergkuppe errichtet worden ist und deren Seil den See überspannt. Die Talstation und damit auch der Taubensee ist von der Deutschen Alpenstraße, hier B 305, über die nach Süden abzweigende Kreisstraße TS 41 und die Ortschaft Knogl zu erreichen. Auf der Nordseite des Abflusses erheben sich drei weitere Bergkuppen von über 700 Metern Höhe.
Der gesamte See kann auf Wanderwegen umrundet werden.
Der Taubensee gehört zu einer Gruppe kleinerer Seen, die im Bereich der Wetterstein-Überfahrung beheimatet sind. Der See ist schon öfters ausgetrocknet.

## Entstehung
Es wird angenommen, dass der Taubensee durch einen Bergsturz vom Rauschberg verursacht wurde, welcher vor allem sein Nordende verschüttete. Darüber hinaus wird vermutet, dass die Weiße Traun (oder ein Seitenast) vormals durch die Depression am Taubensee hindurchgezogen war. Der Bergsturz unterbrach diesen Abflussweg und zwang die Weiße Traun, ihr Flussbett weiter nach Westen auf ihren heutigen Verlauf zu verlagern.

## Geologie
Durch den Taubensee verläuft eine vermutete Nordnordost-streichende Störung. Durch diese bedeutende Seitenverschiebung wird die Deckenstirn der Staufen-Höllengebirgs-Decke des Tirolikums linkshändig versetzt. Der Versatz dürfte rund 800 Meter betragen. Das Tirolikum wird hier durch den Wettersteinkalk des Rauschbergmassivs repräsentiert. Es hat die unterlagernde Allgäu-Decke des Bajuvarikums überfahren – die Überschiebung zieht unmittelbar nördlich des Taubensees gen Ostnordost in Richtung Inzell, wird aber weitestgehend vom Hangschutt des Rauschbergs maskiert.
Wie bereits erwähnt wird der Taubensee vor allem am Nordende, aber auch am Südende von Blockschuttmassen eines Bergsturzes abgeriegelt. Der Blockschutt kann am Westabhang des Rauschbergs bis auf etwas über 700 Meter Höhe hinauf verfolgt werden. Der nördliche Strom hat ein ziemlich großes Gebiet südlich der Ortschaft Ramsler bis hin nach Knogl verschüttet. Am Südende des Taubensees werden spät- bis postglaziale Schotter der Weißen Traun angetroffen. Der Bergsturz muss nach dem Ende der letzten Kaltzeit erfolgt sein, da die Blöcke auf eine postglazial terrassierte Schotterfläche reichen.
An seinem Ostrand grenzt der See an den Hangschutt aus Wettersteinkalk des Rauschbergs. So zieht etwas weiter südlich die Sandreiße – ein riesiger Schuttfächer des Rauschbergs – herunter. Das Westufer steigt zu den bereits angesprochenen Hügeln im Auwald und der Talstation hin an. Es handelt sich hier um Jurakuppen, die im Auwald die Stirn der Lechtal-Decke bilden, jedoch an der Talstation bereits der Allgäu-Decke zugerechnet werden. Im Auwald stehen Spatkalk des Doggers, oberjurassischer Ruhpoldinger Marmor und die unterkretzische Schrambach-Formation an. Der Ruhpoldinger Marmor wurde früher im alten Steinbruch von Knogl abgebaut. Die Kuppe der Talstation besteht aus Aptychenschichten der Ammergau-Formation.
Während der Riß- und der Würm-Kaltzeit flossen am Taubensee die Ferneismassen des Weißtraungletschers in Nordost-Richtung am Rauschberg vorbei, welche hier eine Höhe von 900 bis 1000 Meter erreicht haben dürften und somit den jetzigen See unter mehr als 200 Meter an Eis begruben.

## Geotope

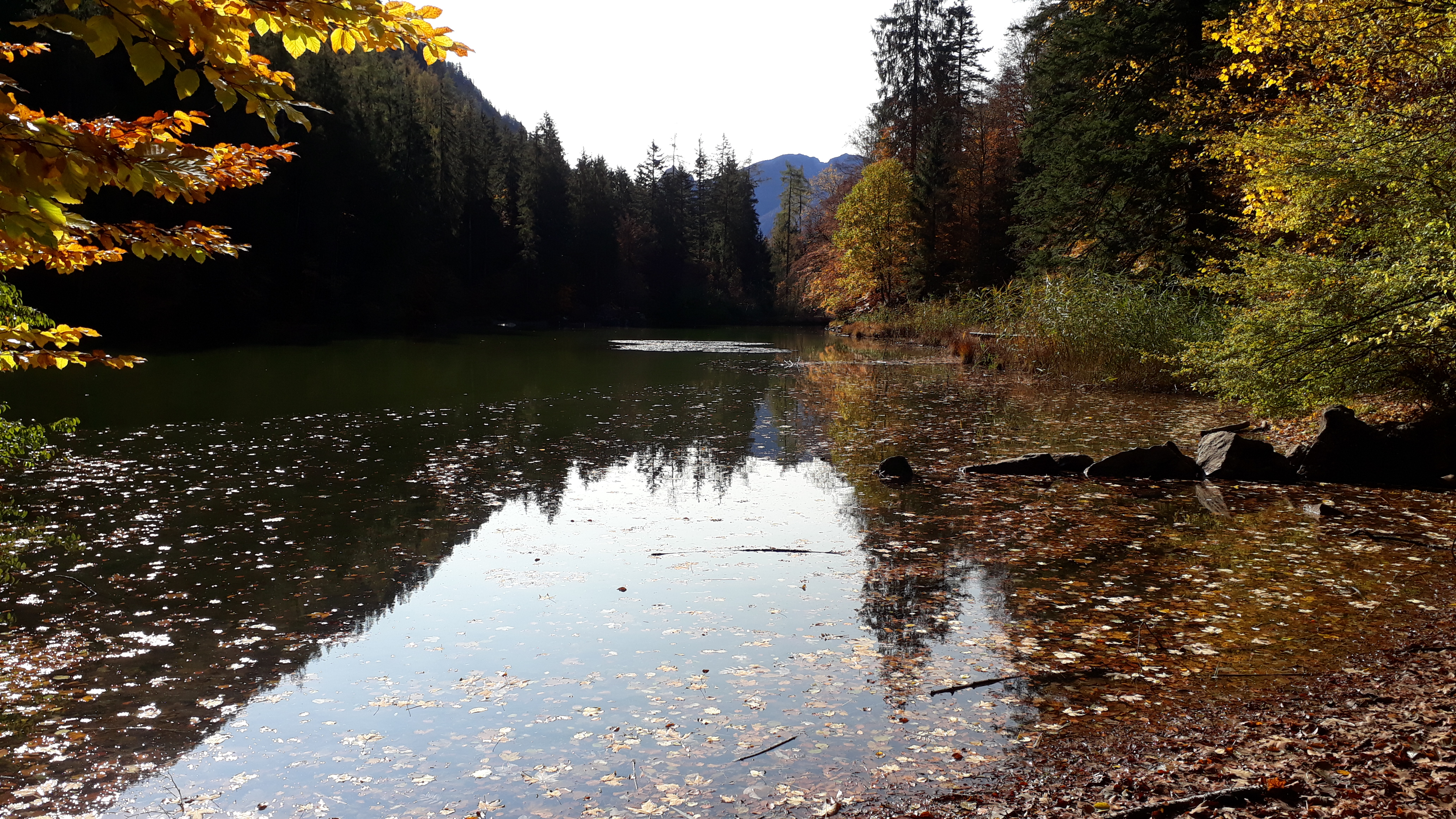
Blick über den Taubensee nach Süden

In der Nähe des Taubensees finden sich zwei vom Bayerischen Landesamt für Umwelt (LfU) ausgewiesene Geotope. Einmal das Geotop mit der Nummer 189R015 an der Sandreiße am Westhang des Rauschbergs. Es ist schützenswert (Landschaftsschutzgebiet), da auf dem langgestreckten Schuttkegel verschiedene Phasen der Bodenentwicklung gut zu erkennen sind. Auch die Jurakuppen westlich des Taubensees sind unter der Nummer 189G012 als Geotop aufgenommen. Sie werden als Landschafts-, Vogelschutz- und FFH-Schutzgebiet eingestuft. Die Bewegung des würmzeitlichen Gletschers hat nämlich Rundhöcker im Haßlbergkalk des Oberjuras hinterlassen. Außerdem finden sich oben im Auwald vom Gletscher blankgeschliffene Felswände (Gletscherschliffe). Eingeschlossen in diesem Geotop sind auch die beiden Steinbrüche im Ruhpoldinger Marmor – der stillgelegte Steinbruch von Knogl und ein noch aktiver Steinbruch auf der Südseite.